# 甚高頻
甚高頻（英語：Very high frequency），缩写為，中國大陆稱，台灣稱，是指頻帶由30MHz到300MHz的無線電電波。
VHF多數是用作電台及電視台廣播，同時又是航空、航海及業餘無線電的溝通頻道。2m 波段(144~148MHz)是业余爱好者进行空间通信试验的常用波段。业余卫星下行就是此波段，例如业余无线电卫星奥斯卡10号（英语：OSCAR-10, Orbiting Satellite Carrying Amateur Radio）的信标、部分EME通信（Earth-Moon-Earth)在该波段进行， 国际空间站亦使用甚高频波段通联以及发送SSTV图像。
VHF主要是作較短途的傳送，和高頻（HF）不同的是，電離層通常不會反射VHF的信號，而且甚高頻常常會受環境因素（如：地形）影響其信號。

## 各国

### 美国和加拿大
156–158 MHz船用甚高频无线电；156.8 MHz（16频道）是海上急救和接触频率。